# Wasserturm auf dem Trendelberg

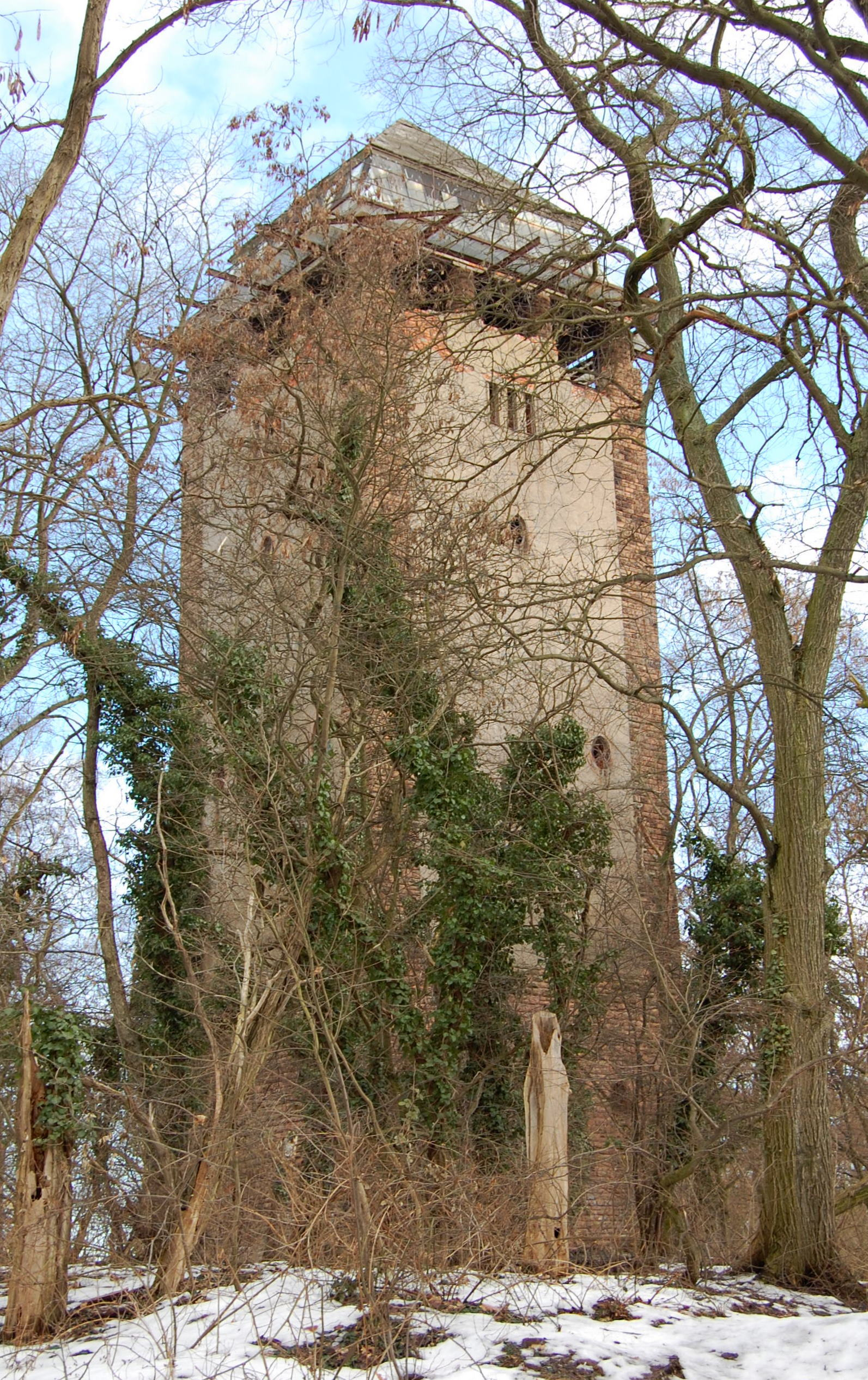
Wasserturm auf dem Trendelberg

Der Wasserturm auf dem Trendelberg ist ein auf dem Trendelberg nördlich der Stadt Haldensleben gelegener Wasserturm in Sachsen-Anhalt.

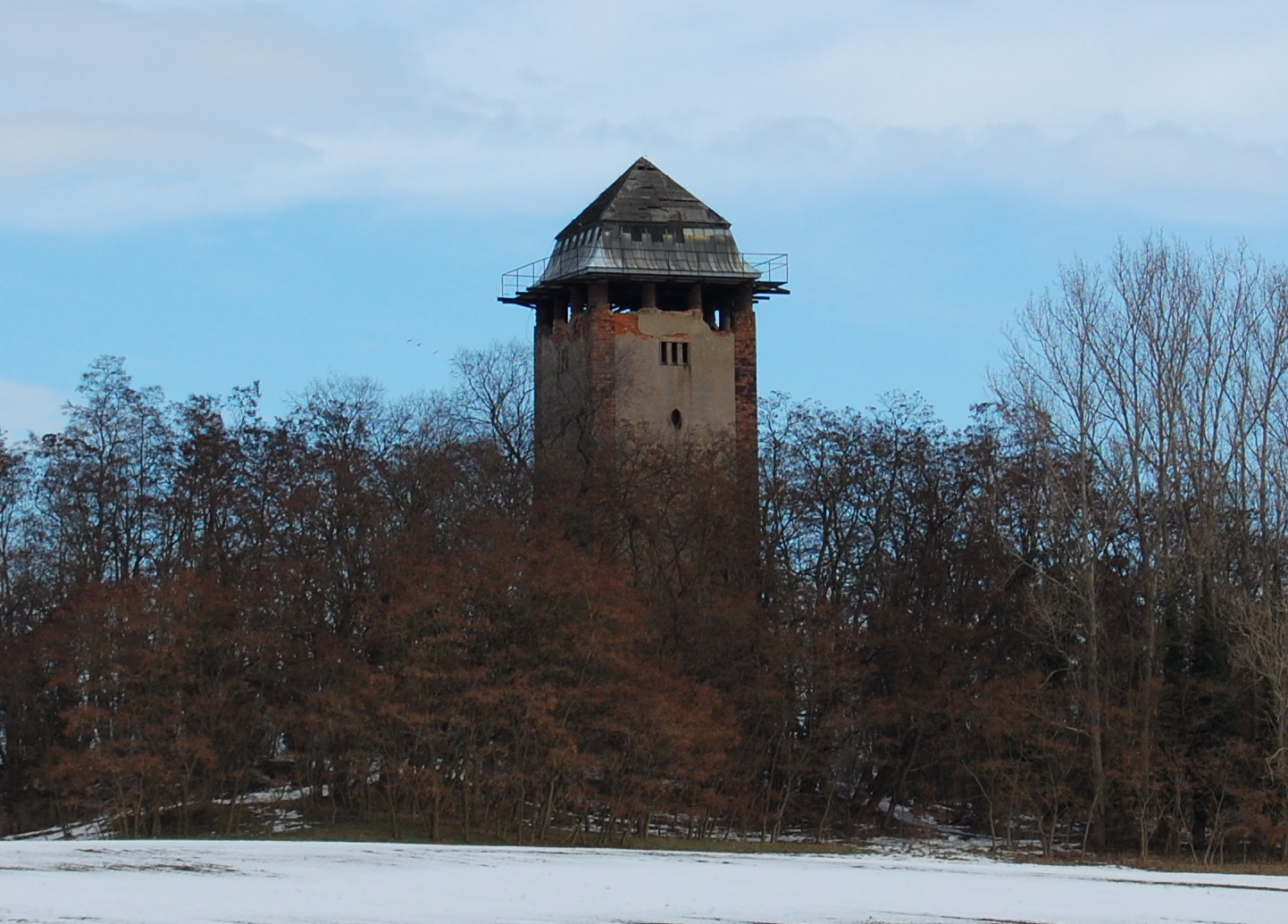
Trendelberg

Der derzeit (Stand 2010) nicht in Nutzung befindliche Turm entstand 1910 und war ein Bestandteil der Trinkwasserversorgung der Stadt Haldensleben. Der an einen Bergfried erinnernde Turm hat einen quadratischen Grundriss, ist 30 Meter hoch und trägt einen 300 m³ Wasser fassenden Hochbehälter. Der Sockel des Turms besteht aus Buckelquadern. Aus dem gleichen Material bestehende Lisenen fassen verputzte Fassadenflächen ein. Das oberste Geschoss verfügt über eine mit Rundbogenstützen geschaffene Galerie. Darüber thront der Turmhelm mit einem Mansarddach. Der das Landschaftsbild prägende unter Denkmalschutz stehende Wasserturm erhielt im Jahr 1981 ein neues Dach.
In den 1930er bis 1940er Jahren wurde das Gelände am Wasserturm u. a. mit dem SG-38 zur Segel- bzw. Gleitflugausbildung genutzt.